# جناس زاید
جناس زاید، وسط، مکتنف، یا مختلف‌الوسط، در آرایه‌های ادبی از انواع جناس افزایشی است که یک حرف به وسط یکی از ارکان افزوده می‌شود.

## انواع
جناس زاید دو نوع است:
- یا یکی از کلمات متجانس نسبت به دیگری یک مجموعه صامت و مصوت کوتاه در وسط اضافه دارد، مانند «کف و کنف» و «نرد و نبرد».
- یا یکی از کلمات متجانس نسبت به دیگری یک مجموعه صامت و مصوت بلند در وسط اضافه دارد: «جان و جانان» و «خران و خرامان».